# 土器川
土器川（日语：／ Dokigawa */?），是流經日本四國香川縣仲多度郡滿濃町及丸龜市的一條河流，是香川縣境內唯一一條屬於一級水系的河川。河川名稱的由來是因為在土器川最下游的丸龜市，自古以來就有許多製造土器的工匠居住，因而得名。流域內的人口約有三萬五千人。

## 地理
土器川發源於四國山地讚岐山脈的龍王山（香川縣仲多度郡滿濃町勝浦）。沿著國道438號的路線順山勢而下，接著在丸龜平原上向北流動，最後在丸龜市土器町與丸龜市富士見町的交界處注入瀨戶内海。由於香川縣地區的降雨較少，平均只有1,200公釐，並集中梅雨季及颱風季，加上土器川的河道較短，所以有時會乾涸。因此，先人為了確保水源，建造了許多灌溉用的池塘，其中又以儲水體積1540萬立方公尺的「滿濃池」最大，是日本最大的灌溉用水池。
土器川的水質，在上游堪稱良好。於祓川橋（距河口13.1公里）的生化需氧量平均値為0.6毫克/升，低於環境基準值的2毫克/升；但在下游的丸龜橋則升高為4.3毫克/升，高於環境標準值。其原因可能是由於流經丸龜市區時遭到生活廢水污染的緣故。

## 文化
- 水浴神輿

在河口附近的丸龜市土器町，町中的田潮八幡宮及吉岡神社的秋季祭典會舉行這樣的活動。穿著白衣的氏子（神道教的一種祭祀人員）們會抬著神輿（相當於中文語境中的神轎）衝入土器川再衝上岸，反覆數次。此祭典以其豪邁聞名，在祭典期間往往在河川兩岸會有許多圍觀人潮。

## 流域內的行政區劃
- 香川縣

仲多度郡滿濃町、丸龜市

## 主要的支流
- 清水川

## 與河川並行的交通

### 道路
- 國道438號

## 流域內的名勝
- 金刀比羅宮
- 飯野山（又被稱為讚岐富士）